# Brice Leroy
Brice Leroy (né le 26 juin 1989 à Vitry-sur-Seine) est un athlète français, spécialiste des courses de demi-fond.
Il est maintenant joueur licencié du Istres Football Club. Il pourra mettre sa vitesse et son endurance au profit de sa nouvelle équipe et de ses nouveaux coéquipiers.

## Biographie

### Palmarès
| Date | Compétition                     | Lieu    | Résultat | Épreuve | Performance   |
| ---- | ------------------------------- | ------- | -------- | ------- | ------------- |
| 2013 | Championnats de France en salle | Aubière | 1er      | 800 m   | 1 min 49 s 26 |
| 2015 | Championnats de France en salle | Aubière | 1er      | 800 m   | 1 min 51 s 66 |
| 2015 | DécaNation                      | Paris   | 5e       | 800 m   | 1 min 50 s 23 |

### Records
| Épreuve | Épreuve   | Performance   | Lieu   | Date            |
| ------- | --------- | ------------- | ------ | --------------- |
| 800 m   | Plein air | 1 min 46 s 88 | Ninove | 2 août 2014     |
| 800 m   | Salle     | 1 min 47 s 88 | Vienne | 31 janvier 2015 |